# Sphecius
Sphecius es un género de himenópteros apócritos (avispas) de la familia Crabronidae. Son predadores grandes y solitarios que anidan en el suelo. Cazan cicádidos (cigarras o chicharras) para alimentar a sus crías. Las paralizan con su aguijón. Hay alrededor de 20 especies en el mundo. La mayor diversidad se encuentra en el norte de África  y en Asia central.
En Norteamérica se las llama "cicada killers" que quiere decir "asesinas de cigarras". Este nombre se refiere especialmente a las de la especie S. speciosus aunque también incluye a veces los géneros relacionados: Liogorytes de Sudamérica y Exeirus de Australia.
Otras especies de la tribu Gorytini también se especializan en cazar miembros de Cicadomorpha.

## Especies
Esta lista se consideraba completa en diciembre de 2006. Está adaptada del Catálogo de especies de Sphecius(California Academy of Sciences). También se incluyen las subespecies más significativas.
Hoy en día se piensa que Sphecius grandis, una especie norteamericana, representa más de una especie. También hay razón para pensar que la especie del Este (S. speciosus) tiene una subespecie o una especie muy relacionada que imita a la especie del Oeste, (S. convallis). Por otra parte es posible que haya ocurrido un grado significativo de hibridación entre estas especies aunque no lo suficiente para superar el aislamiento reproductivo.
- Sphecius antennatus (Klug, 1845) (Europa Sur y Este, Cercano Oriente, Asia central)
- Sphecius citrinus Arnold, 1929 (África del Sur)
- Sphecius claripennis Morice, 1911 (África del Norte)
- Sphecius conicus (Germar, 1817) (Península Balcánica, Kazajistán, Turquía, Grecia)
  - Sphecius conicus creticus de Beaumont, 1965 (Creta)
  - Sphecius conicus syriacus (Klug, 1845) (Siria a China)
- Sphecius convallis Patton, 1879 – Pacific cicada killer (California, México)
- Sphecius grandidieri (de Saussure, 1887) (Madagascar)
- Sphecius grandis (Say, 1823) – Western cicada killer (Nevada, Arkansas, Colorado, México)
- Sphecius hemixanthopterus Morice, 1911 (Argel)
- Sphecius hogardii (Latreille, 1806) – Caribbean cicada killer (Antillas, Florida)
  - Sphecius hogardii bahamas Krombein, 1953 (Bahamas)
- Sphecius intermedius Handlirsch, 1895 (Argel)
- Sphecius lutescens (Radoszkowski, 1877) (Asia Central)
- Sphecius malayanus Handlirsch, 1895 (Indonesia)
- Sphecius milleri R.Turner, 1915 (Zambia)
  - Sphecius milleri aurantiacus Arnold, 1940 (Etiopía)
- Sphecius nigricornis (Dufour, 1838) (Europa Sur y Central, África del Norte)
- Sphecius pectoralis (F.Smith, 1856) (Australia)
- Sphecius persa Gussakovskij, 1933 (Irán, Afganistán)
- Sphecius quartinae (Gribodo, 1884) (Guinea, Somalia)
- Sphecius schulthessi Roth, 1951 (África del Norte)
- Sphecius speciosus (Drury, 1773) – Eastern cicada killer (América Central y Norteamérica: Honduras a Canadá)
- Sphecius spectabilis (Taschenberg, 1875) – Cicada asesina de Sudamérica (Brasil, Argentina)
- Sphecius uljanini (Radoszkowski, 1877) (Kazajistán, Turkmenistán, Irán)